# 埃莉·丹尼尔
埃莉·丹尼尔（英語：Ellie Daniel，1950年6月11日—），美国女子游泳运动员。她曾代表美国参加1968年和1972年夏季奥林匹克运动会游泳比赛，获得一枚金牌、一枚银牌和二枚铜牌。